# Eria convallariopsis
Eria convallariopsis är en orkidéart som beskrevs av Friedrich Fritz Wilhelm Ludwig Kraenzlin. Eria convallariopsis ingår i släktet Eria och familjen orkidéer. Inga underarter finns listade i Catalogue of Life.